# Tipula sindensis
Tipula sindensis är en tvåvingeart som beskrevs av Alexander 1935. Tipula sindensis ingår i släktet Tipula och familjen storharkrankar. Inga underarter finns listade i Catalogue of Life.